# Олга Токарчук
Олга Навоја Токарчук (пољ. Olga Nawoja Tokarczuk; Сулехов, 29. јануар 1962) пољска је књижевница и психолог. Добитница бројних књижевних признања и награда. Њене књиге су преведене на тридесет и седам светских језика. На српском језичком подручју, (укључујући и ијекавизовану верзију књиге „Бегуни” објављену у Босни и Херцеговини) све њене књиге превела је Милица Маркић.
Добила је Нобелову награду за књижевност званично за 2018. годину, иако су је добитницом прогласили 2019. године.

## Биографија
Олга Токарчук је рођена 21. јануара 1962. године у Сулехову, граду у ком је провела најраније детињство. Заједно са својом породицом преселила се у Кјетш, где је похађала школу. Дипломирала је психологију на Универзитету у Варшави. Још за време студија је волонтирала водећи бригу о психички болесним људима. По дипломирању, радила је као психотерапеут у клиници за ментално здравље у Валбжиху. Себе сматра ученицом Карла Јунга, и његова психологија се осећа кроз њено књижевно стваралаштво. Од 1989. године се потпуно посветила књижевном раду, напустила је рад у клиници и преселила се у Крајанов, село код Нове Руде.
Књижевну каријеру је почела 1979. године објављујући своје приче у омладинском часопису Na przełaj, под псеудонимом Наташа Бородин (Natasza Borodin). Наставила је да објављује приче и песме по разним књижевним часописима.
Први роман У потрази за књигом објавила је 1993. године. Критичари су га одлично прихватили, као и роман E. E. објављен две године касније. Трећи роман Памтивек и друга доба је њен највећи успех до тад. Књига је освојила велики број награда, и уврштена је у средњошколску лектиру. После овог романа кратки облици очигледно постају њен омиљени жанр, јер објављује неколико збирки кратких прича, као и есеј о роману Лутка Болеслава Пруса. Следећи роман Дневна кућа, ноћна кућа објавила је 1998. године. То је нетипичан роман, препун есејских запажања, очигледно инспирисаним местом у коме живи.
Ана Ин силази у Доњи свет, роман из 2006. године, реинтерпретација је мита о сумерској богињи Инани. Следи роман Бегуни, роман о феномену путовања у XXI веку, и са њим бројне награде, од којих најзначајнија Међународна Ман Букер награда. Наредни роман Вуци своје рало по костима мртвих објављен је 2009. године. У роману се бави питањем права животиња. Књиге Јаковљеве из 2014. је историјски роман о Пољској 18. веку.
Олга Токарчук је један од организатора Међународног фестивала приповетке у Вроцлаву. Од 2008. године предаје креативно писање на Универзитету у Ополу, и Јагјелоњском универзитету у Кракову.
 Води издавачку кућу Рута.
По многим њеним књигама рађене су позоришне представе и филмови. Филм Трофејна дивљач ("Pokot") по роману Вуци своје рало по костима мртвих, у режији Агњешке Холанд освојио је награду Сребрни медвед Алфред Бауер на Берлинском филмском фестивалу 2017. године.
На основу приповетке Генерална проба, из збирке прича „Свирка на много бубњева”, у преводу Милице Маркић, у Установи културе „Вук Стефановић Караџић” креирана је представа Акваријум у драматизацији и режији Олге Савић.

## Награде
Добитница је бројних књижевних награда, како у Пољској тако и у Европи.
Пољску награду Политикин пасош добила је 1996. године, а 1997. награду Кошћелски Фондације за роман Памтивек и друга доба.
За књижевну награду Нике, највеће признање које се додељује пољским писцима, номинована је шест пута, а освојила ју је два пута: за романи Бегуни 2008. године и 2015. године за роман Књиге Јаковљеве. Исту награду по избору читалаца добила је пет пута.
Номинована је, такође за Бегуни, и за књижевну награду централне Европе „Ангелус”.
Године 2013. награђена је наградом Виленица, коју додељује Словеначко књижевно друштво.
Међународну награду Бриџ (Brückepreis), коју додељују градови близанци Згожелец у Пољској и Герлиц у Немачкој за културни допринос, добила је 2015. године.
За романи Бегуни 2018. године је добила и Међународну Букер награду. За исту награду је номинована и 2019. године, сада за роман Вуци своје рало по костима мртвих.
Добила је Нобелову награду за књижевност 2018. али је за добитницу проглашена 2019. године.

## Дела
- Градови у огледалима (Miasta w lustrach, 1989) — поезија;
- У потрази за књигом (Podróż ludzi księgi, 1993) — роман;
- Ерна Елцнер (E. E., 1995) — роман;
- Памтивек и друга доба (Prawiek i inne czasy, 1996) — роман;
- Ормар (Szafa, 1997) — приповетке;
- Дневна кућа, ноћна кућа (Dom dzienny, dom nocny, 1998) — роман;
- Божићне приче (Opowieści wigilijne, 2000) — приче, заједно са Јежијем Пилхом и Анжејем Стасјуком
- Лутка и бисер (Lalka i perła, 2000) — есеји;
- Свирка на много бубњева (Gra na wielu bębenkach, 2001) — приповетке;
- Последње повести (Ostatnie historie, 2004) — приповетке
- Ана Ин силази у Доњи свет (Anna In w grobowcach świata , 2006) — роман;
- Бегуни (Bieguni, 2007) — роман;
- Вуци своје рало по костима мртвих (Prowadź swój pług przez kości umarłych, 2009) — роман;
- Медведових пет минута (Moment niedźwiedzia, 2012) — есеји;[15]
- Књиге Јаковљеве (Księgi Jakubowe, 2014) — роман;
- Бизарне приче (Opowiadania Bizarne, 2018) — приповетке.[16]